# 玉名パーキングエリア
玉名パーキングエリア（たまなパーキングエリア）は、熊本県玉名郡南関町にある九州自動車道のパーキングエリア。

## 概要
名称に「玉名」とあるが、所在地は玉名市ではなく隣の南関町である。
2013年3月29日より、上下線ともに新たな店舗ブランド「モテナス玉名」としてリニューアルオープンした。

## 道路
- E3 九州自動車道

## 施設

### 上り線（福岡・門司方面）
- 駐車場
  - 大型32台
  - 小型80台
  - 二輪4台
- トイレ
  - 男性 大4（和式1・洋式3）・小13
  - 女性 18（和式9・洋式9）
  - 車椅子用 1
- スナック（8:00-21:00・西日本高速道路リテール[1]）
- 吉野家（8:00-21:00）
- ショッピング（8:00-21:00・西日本高速道路リテール）
  - 宅配サービス
- コンビニエンスストア セブン-イレブン（24時間）[2]
  - キャッシュコーナー (ATM)  セブン銀行（24時間）
- FAXサービス
- ウェルカムゲート
- 自動販売機
- 携帯電話充電器（8:00-21:00）

### 下り線（熊本・鹿児島方面）
- 駐車場
  - 大型26台
  - 小型64台
  - 二輪4台
- トイレ
  - 男性 大3（和式2・洋式2）・小10
  - 女性 16（和式8・洋式8）
  - 車椅子用 1
- スナック（7:00-20:00・西日本高速道路リテール）
- ショッピング（7:00-20:00・西日本高速道路リテール）
- 宅配サービス
- ベーカリー神戸屋（7:00-20:00）
- コンビニエンスストア セブン-イレブン（24時間）[2]
  - キャッシュコーナー (ATM)  セブン銀行（24時間）
- 自動販売機
- 郵便ポスト（南関郵便局）
- FAXサービス
- 携帯電話充電器（7:00-20:00）

## 隣
E3 九州自動車道
(12) 南関IC - 玉名PA - (13) 菊水IC

## ギャラリー

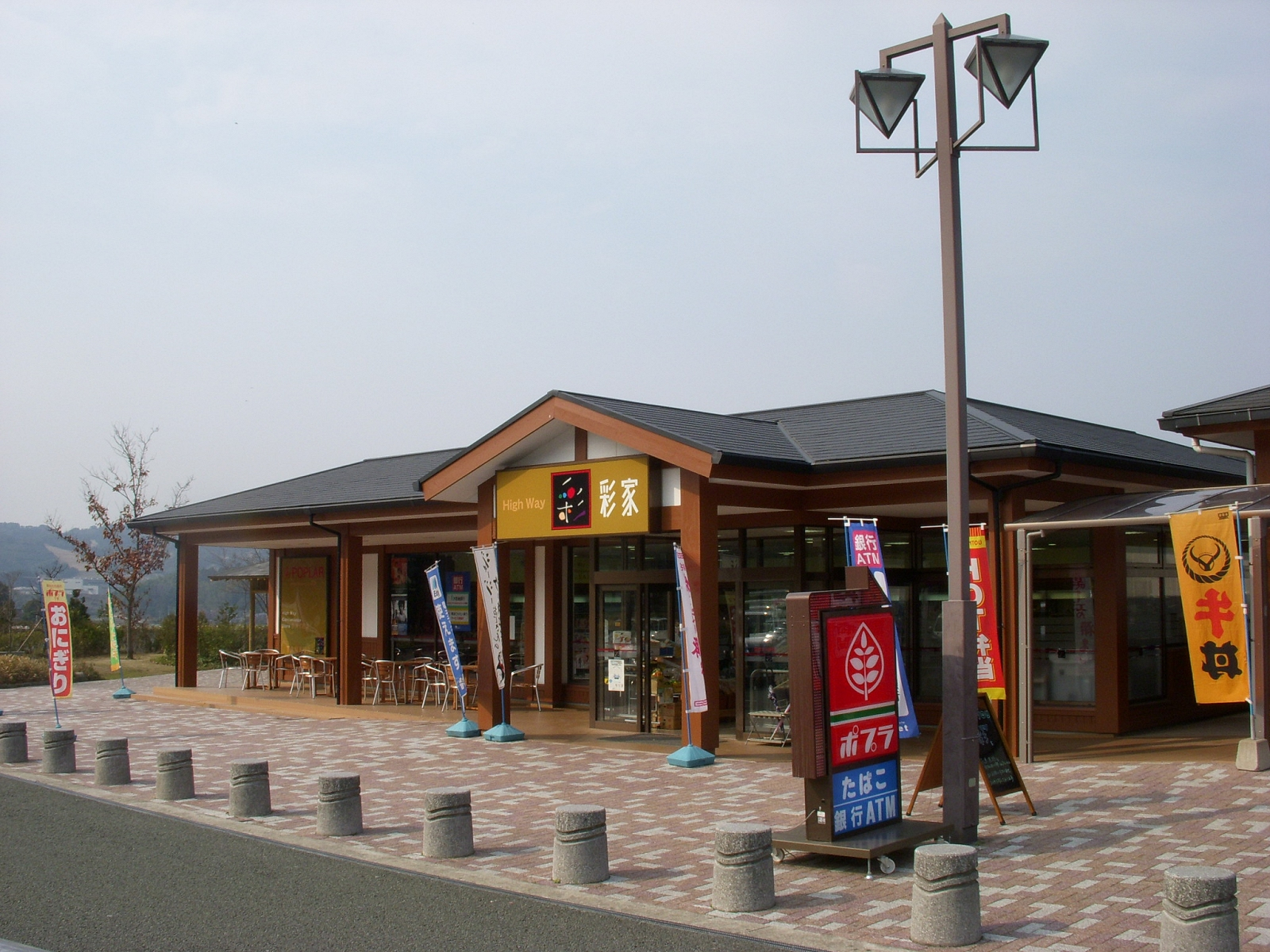
ハイウェイ彩家ポプラ時代(上り線)
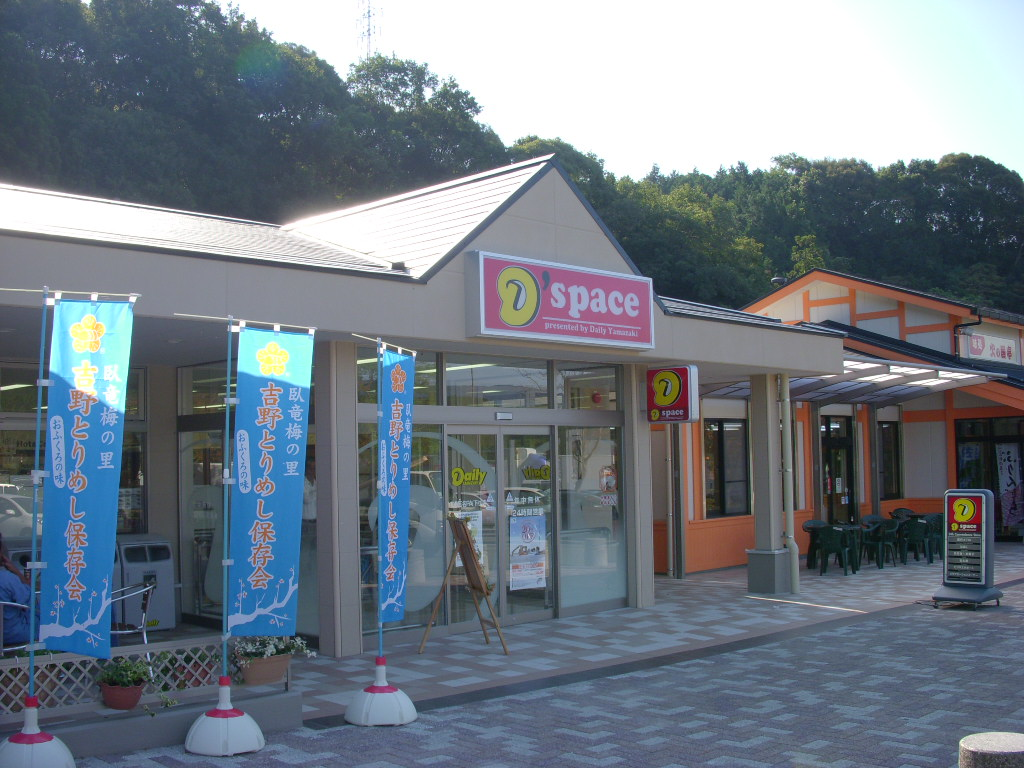
D'Spaceデイリーヤマザキ時代(下り線)
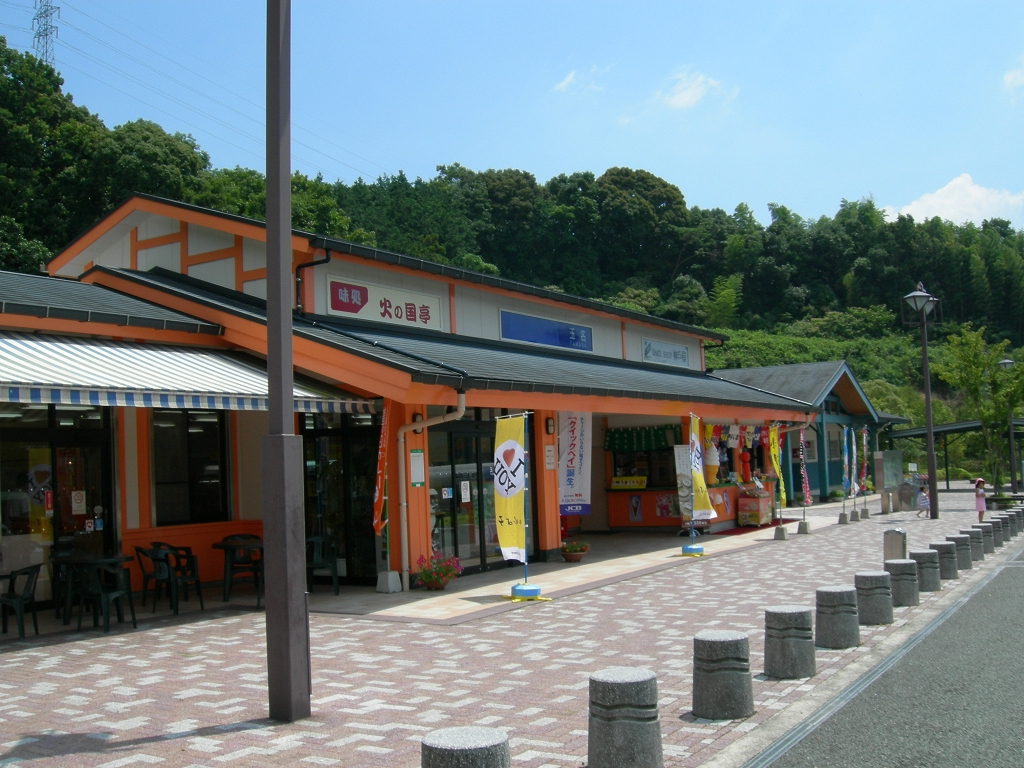
店舗改築前